# Alexandru Plămădeală

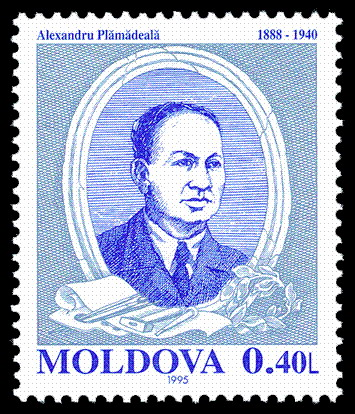
Portretul lui Alexandru Plămădeală pe un timbru din Republica Moldova (1995).

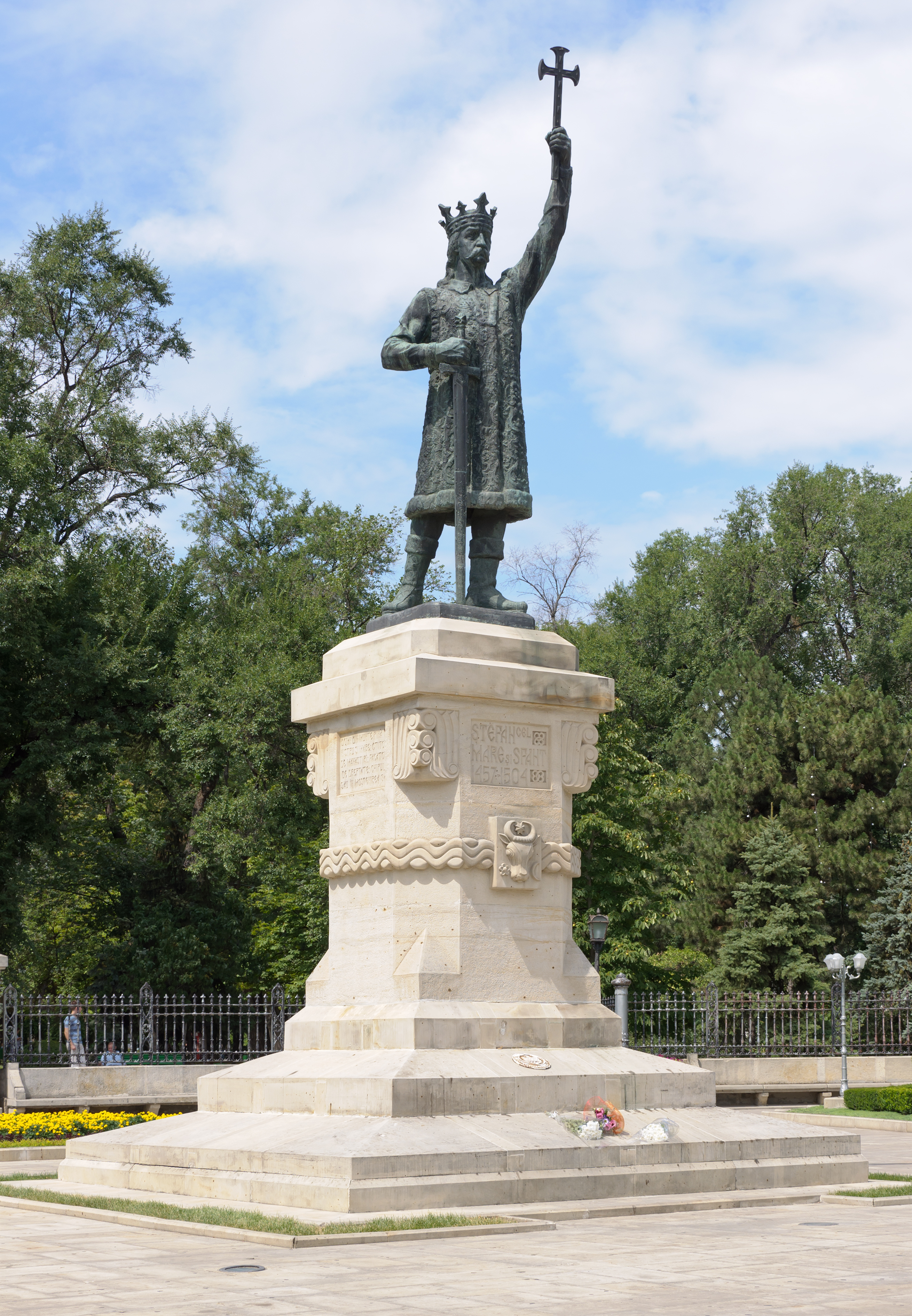
Monumentul lui Ștefan cel Mare din Chișinău

Alexandru Plămădeală (n. 21 octombrie 1888, Sectorul Buiucani, gubernia Basarabia, Imperiul Rus – d. 15 aprilie 1940, Chișinău, România) România a fost un sculptor român basarabean.
Alexandru Plămădeală este considerat a fi cel mai important sculptor basarabean din prima jumătate a secolului al XX-lea.

## Biografie

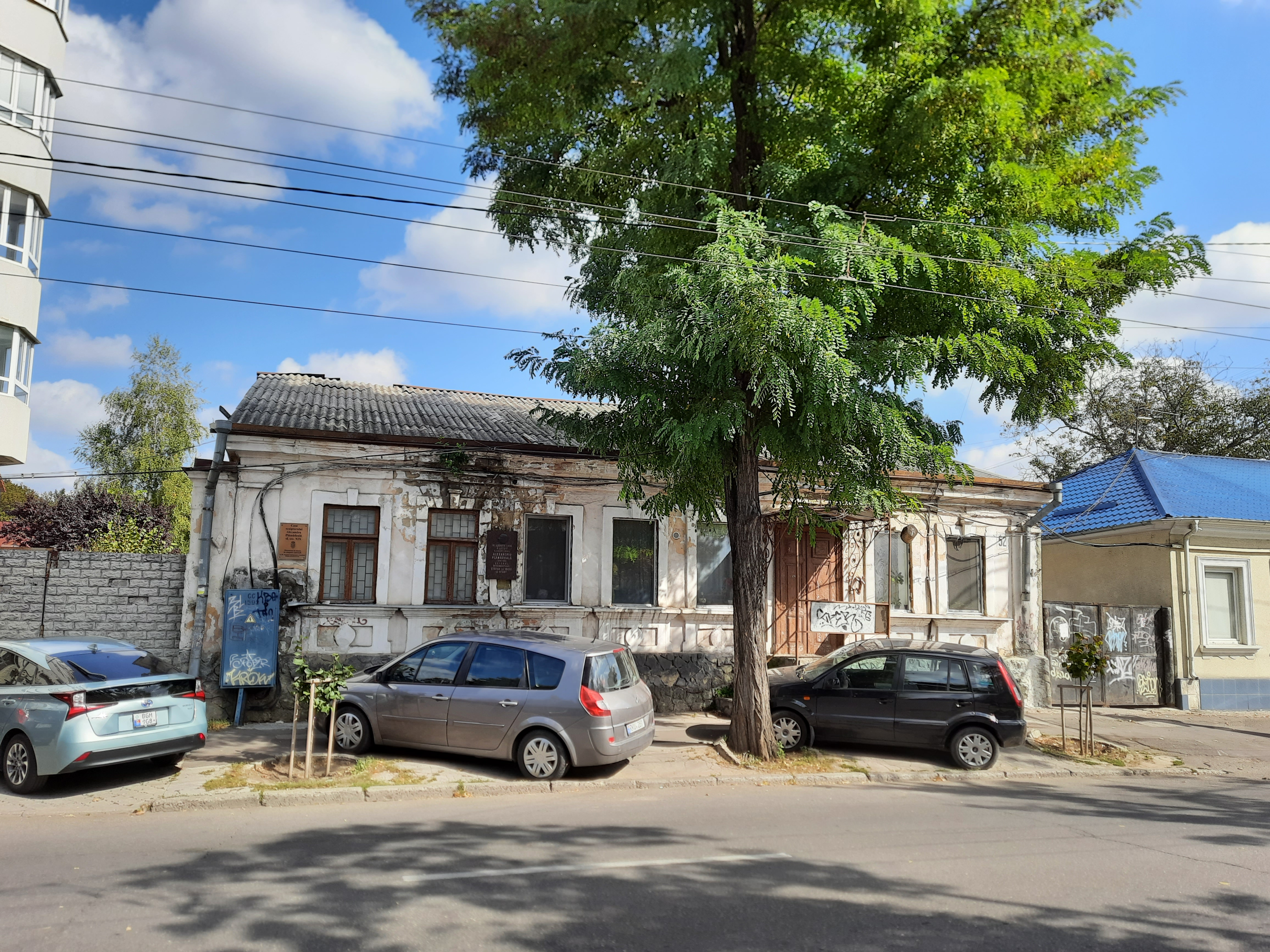
Casa din Chișinău a sculptorului.

### Educație
Alexandru Plămădeală s-a născut în 1888.
Studiile și le-a făcut la Școala superioară de pictură, sculptură și arhitectură⁠(ru)[traduceți] din Moscova, în atelierul sculptorului rus Serghei Volnuhin⁠(ru)[traduceți]. În anii 1916-1918 a lucrat la monetăria din Petrograd. După 1918 se întoarce la Chișinău, unde, în anul 1929, este numit în funcția de director al Școlii de desen, transformată ulterior în Școală de arte plastice, pe care o conduce timp de 11 ani.

### Operă
Capodopera sculpturală a lui Alexandru Plămădeală o constituie Monumentul lui Ștefan cel Mare din Grădina Publică, cu același nume, din Chișinău (1927). Tot lui îi aparține și bustul funerar al poetului Alexei Mateevici de la Cimitirul Central din Chișinău.
În domeniul plasticii de forme mici, artistul plastic A. Plămădeală realizează o serie de portrete ale oamenilor de creație și a intelectualilor români și basarabeni: portretele cântăreței Lidia Lipcovschi, bustul lui Alexandru Donici, portretul lui Bogdan Petriceicu-Hasdeu, portretul Valentinei Tufescu, portretul soției, autoportretul cu soția - Olga Plămădeală, portretul pictorului Ion Theodorescu-Sion, portretul poetului Ion Minulescu.
În anul 1934 a pictat interiorul catedralei din Tighina.